# Campeonato Mundial de Magic: The Gathering

OCampeonato Mundial de Magic: The Gathering é realizado anualmente desde 1994. É o torneio mais importante no jogo, oferecendo prêmios em dinheiro de até US $ 50.000 para os vencedores. Com exceção da primeira edição, tem sido um evento de convite único, e de 1996 a 2011 World foi o último evento de cada temporada do Pro Tour. Os convidados foram na maior parte os melhores campeões dos campeonatos nacionais, os melhores jogadores do DCI e os jogadores profissionais de alto nível.
Os cinco primeiros Campeonatos Mundiais foram todos realizados nos Estados Unidos, e os demais foram realizados em vários lugares fora dos EUA, a maioria dos quais eram na Europa ou no Japão. Além do evento principal, os mundiais sempre foram um grande encontro de jogadores de Magic, que vieram assistir os profissionais e competir em eventos paralelos.
Após a temporada de 2011, o Campeonato do Mundo foi substituído brevemente pelo Magic' 'Players Championship. Os 16 melhores torneios de jogadores profissionais selecionados devido a vários critérios foram convidados para o Campeonato de Jogadores. Para 2013, o torneio foi renomeado para 'Campeonato Mundial' mais uma vez, e para 2014 o torneio ofereceu convites para 24 profissionais em vez de 16.
Após a decisão de abandonar o grande Campeonato Mundial e em parte devido à forte demanda dos jogadores, foi decidido que a parte da equipe dos mundos era muito importante para ser abandonada. Em vez disso, uma nova competição de equipe, a World Magic Cup foi criada em 2012.

## História

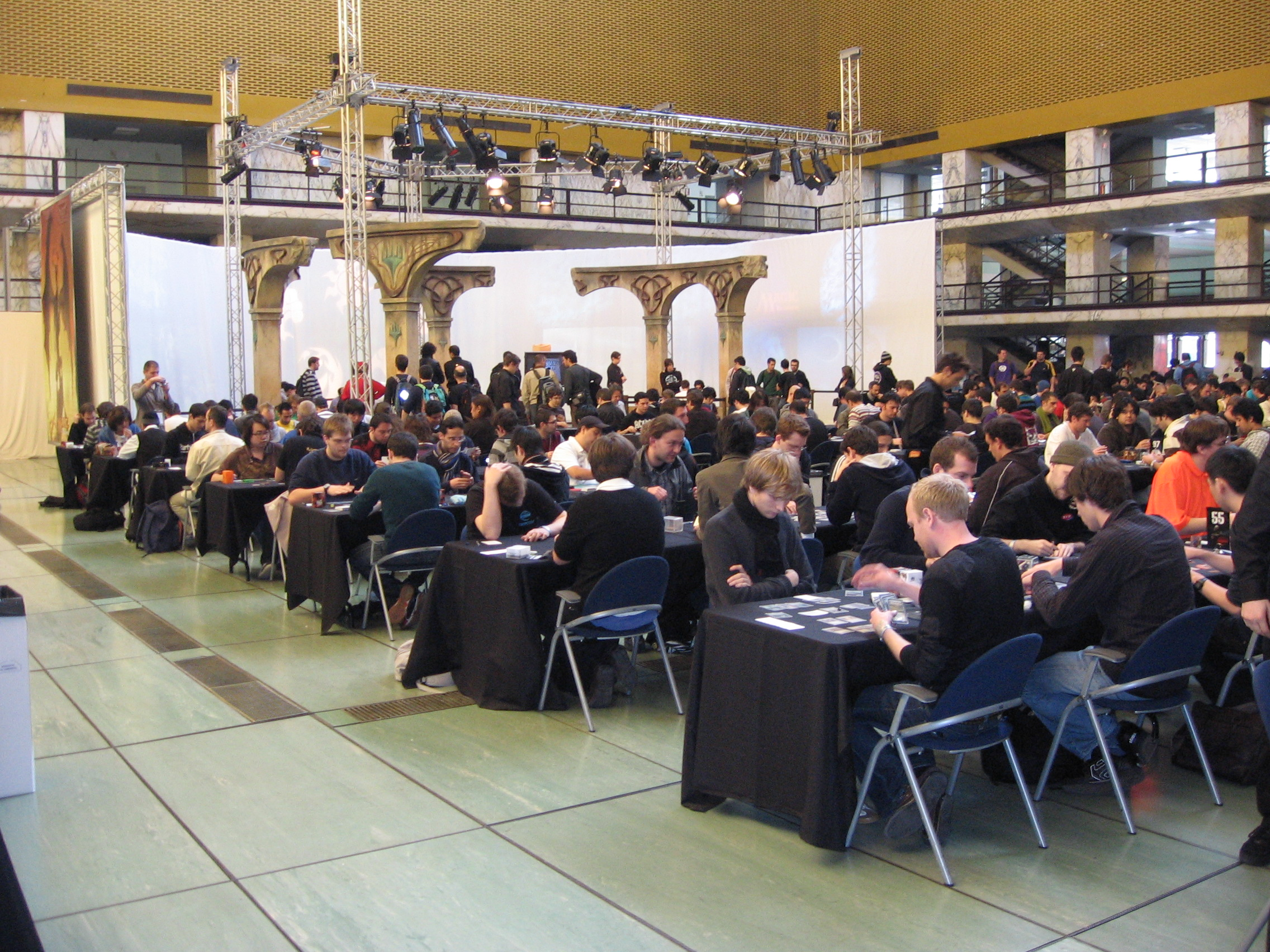
A view over the hall at the 2009 Magic Worlds in Rome

O primeiro Campeonato do Mundo foi realizado em 1994 na feira Gen Con em Milwaukee. O torneio estava aberto a todos os competidores, o modo era de eliminação única e apresentava apenas um formato, Vintage (então conhecido como Tipo I). O torneio de 1994 variou consideravelmente dos mundos posteriores. Começando com os mundos de 1995, todos os mundos subsequentes estavam abertos apenas para jogadores convidados. Também começando com a edição de 1995, todos os mundos foram eventos com vários formatos, dois no caso do torneio de 1995 e três desde então. A parte da equipe dos mundos também foi introduzida em 1995.
Com a introdução do  Pro Tour em 1996, o Campeonato do Mundo tornou-se a última parada de cada temporada Pro Tour. Como o evento final para premiar os pontos Pro a cada temporada, os mundos também hospedaram o cerimônia de premiação  Pro Player of the Year. Tradicionalmente realizada em agosto, Worlds foi movido para o final do ano entre 2004 e 2006, quando a temporada Pro Tour foi ajustada para o ano civil. Desde o início do  Hall of Fame em 2005, os mundos também hospedaram a cerimônia de indução da classe de cada ano.
Após 15 anos em que os mundiais sofreram apenas pequenas mudanças, grandes mudanças foram anunciadas em 2011. Para 2012, os Campeonatos Mundiais foram divididos em um evento separado da equipe nacional e evento de jogador individual. A disputa entre equipes foi renomeada para Copa Mundial de Magic, e possui equipas nacionais de quatro jogadores. O evento de jogador individual, que foi alterado para incluir apenas 16 jogadores, foi nomeado Campeonato de Jogadores de Magic. Enquanto isso, a cerimônia de apresentação do Hall da Fama foi movida para o primeiro Pro Tour em cada temporada. O título de Pro Player of the Year foi descontinuado em favor do Campeonato de Jogadores, tentando unir os principais títulos individuais, o Campeão do Mundo e o Pro Jogador do Ano. No entanto, para a próxima temporada, o Campeonato de jogadores foi renomeado para o Campeonato do Mundo, e Pro Player of the Year foi novamente nomeado.

## Modo
Antes de 2012, a maioria dos mundiais foi realizada em cinco dias, organizando-se uma competição individual e uma competição em equipe. A competição individual consistiu em três disciplinas nas quais cada participante teve que competir. Isso significou seis rodadas de Standard jogado no primeiro dia, dois Drafts de três rodadas cada no segundo, e seis rodadas de algum formato construído previamente determinado em o terceiro dia. No quarto dia organizou-se a competição da equipe nacional. No último dia, os oito maiores jogadores finais da competição individual retornaram para determinar o Campeão do Mundo em três rodadas de eliminação única. Começando com os mundiais de 2007, o torneio foi reduzido para quatro dias com o horário alterado para acomodar todas as partes da competição.
Desde 2012, o Campeonato do Mundo tem sido um evento de 16 jogadores (2012 e 2013) ou um evento de 24 jogadores (2014 em diante) em vez de um evento Pro-Tour com 300-400 concorrentes. O modo é semelhante aos eventos anteriores do Worlds, pois possui dois formatos construídos, além do Booster Draft. Em 2014, três rodadas de  Vintage Masters e quatro rodadas de  Modern foram jogadas no primeiro dia, seguidas de três rodadas de Khans of Tarkir e quatro rodadas de  Standard no segundo dia. Após as rodadas suíças, há um corte para os quatro melhores jogadores, que jogam duas rodadas de eliminação única para determinar o Campeão do Mundo.
Para 2015, inicialmente foi anunciado que o Campeonato Mundial e a Copa Mundial Magic seriam realizados em semanas separadas, compartilhando o mesmo local. No entanto, mais tarde foi anunciado que esses eventos seriam realizados em diferentes locais e em momentos diferentes.

## Participants

### World Championship
Antes de 2012, os seguintes jogadores eram elegíveis para jogar no Campeonato do Mundo:
- Campeão do Mundo atual
- 2º a 8º lugar do Campeonato do Mundo anterior.
- Jogador Pro Pro do Ano.
- Para os países que possuem um Campeonato Nacional único para convidados, os três membros de cada equipe nacional e o alternado designado dessa equipe.
- Para países que possuem um Campeonato Nacional aberto, o vencedor desse Campeonato Nacional.
- Jogadores com Pro Tour Players Club nível 4 ou superior. (Isso inclui todos os membros do  Hall of Fame.)
- Jogadores com Pro Tour Players Club nível 3 que ainda não utilizaram o convite do Clube de Jogadores
- Top 25 DCI Total de jogadores classificados da região APAC.
- Top 25 DCI Total de jogadores classificados do Japão.
- Top 50 DCI Total de jogadores classificados da região da Europa.
- Top 50 DCI Total de jogadores classificados da região da América Latina.
- Top 50 DCI Total de jogadores classificados da região da América do Norte.
- Jogadores convidados para o Campeonato  Magic Online  na mesma semana (Novo em 2009).[6]

(Compare Magic Premier Event Invitation Policy).
Em 2 de novembro de 2011, Wizards of the Coast anunciou uma grande mudança na estrutura do Campeonato do Mundo. Foi anunciado que, a partir de 2012, o Campeonato Mundial individual seria renomeado o Campeonato de Jogadores "Magic", embora o torneio mais tarde reverta para o seu título original e passará de ser um  Pro Tour - evento de tamanho para um torneio exclusivo de dezesseis pessoas. Esses dezesseis jogadores serão:
Campeão do Campeão do Mundo anterior /  Magic  Campeão
- Anterior  Magic Online  campeão da série campeão
- Vencedores dos três anteriores  Pro Tours
- O jogador mais destacado de cada região geográfica (Ásia-Pacífico, Europa, Japão, América Latina e América do Norte) nos Planeswalker Points Yearly Professional Total na temporada anterior que ainda não foram convidados com base nos critérios acima
- Os jogadores mais bem sucedidos na temporada anterior de Planeswalker Points Yearly Professional Total, que ainda não foram convidados com base nos critérios acima, suficientes para levar o número total de jogadores convidados ao Campeonato do Mundo para dezesseis. Se vários jogadores terminassem na mesma posição, o jogador com uma melhor posição em seu melhor Tour Pro naquela temporada terá uma vantagem.

Em 2012, também foi decidido convidar o  2011 Jogador Pro do Ano, Owen Turtenwald, embora se pretendesse que o título seja aposentado naquele ano.
Em 2014, o torneio foi expandido para 24 jogadores. Foram concedidos convites adicionais aos jogadores classificados em 2º lugar de cada região geográfica, o quarto vencedor do Pro-Tour, o Rookie do Ano e o melhor jogador do país vencedor da Copa Mundial da Mágica na temporada anterior , também será convidado.
Em uma revisão de 2015, o convite do Novato do Ano foi substituído pelo jogador de melhor classificação em termos de Pontos Pro ganhos em  Grand Prix eventos (para os quais o limite de pontos não se aplica). Outras revisões incluem uma mudança nos convites geo-regionais, que foram aumentados para o Top 3 para a Europa e Ásia-Pacífico (que agora inclui o Japão) e Top 4 para a América do Norte, à custa dos slots em grande. Eficaz após o Campeonato do Mundo de 2015, o capitão do time vencedor do Mundial  Magic  da temporada anterior também não receberá mais um convite.

## Edições

### 1994
1º Lugar - Zak Dolan (USA)

2º Lugar - Bestrand Lestrée (França)

3º Lugar - Dominic Symens (Bélgica)

4º Lugar - Cyrille de Foucaud (França)

### 1995
1º Lugar - Alexander Blumke (Suíça)

2º Lugar - Marc Hernandez (França)

3º Lugar - Mark Justice (USA)

4º Lugar - Henry Stern (USA)

### 1996
1º Lugar - Tom Chanpheng (Austrália)

2º Lugar - Mark Justice (Estados Unidos)

3º Lugar - Henry Stern (Estados Unidos)

4º Lugar - Olle Råde (Suécia)
Um ponto interessante do deck campeão de Chanpeng é que não existem fontes de mana azul, apesar de estarem incluídas as cartas "Ilusão Mental" e "Aura de Arenson". Isso decorreu de um erro na sua lista de cartas submetida, obrigando-o a usar planícies no lugar das quatro "Regiões Agrestes de Adarkar" planejadas anteriormente.

### 1997
1º Lugar - Jacub Slemr (República Tcheca)

2º Lugar - Janosch Kühn (Alemanha)

3º Lugar - Svend Sparre Geertsen (Dinamarca)

4º Lugar - Paul McCabe (Canadá)

### 1998
1º Lugar - Brian Selden (Estados Unidos)

2º Lugar - Ben Rubin (Estados Unidos)

3º Lugar - Jon Finkel (Estados Unidos)

4º Lugar - Raphaël Levy (França)

### 1999
1º Lugar - Kai Budde (Alemanha)

2º Lugar - Mark Le Pine (Estados Unidos)

3º Lugar - Raffaele Lo Moro (Itália)

4º Lugar - Matt Linde (Estados Unidos)

### 2000
1º Lugar - Jon Finkel (Estados Unidos)

2º Lugar - Bob Maher (Estados Unidos)

3º Lugar - Dominik Hothow

4º Lugar - Benedikt Klauser

### 2001
(Cobertura completa)
O mundial de 2001 ocorreu entre oito e 12 de Agosto no Metro Toronto Convention Center em Toronto, Canadá; Tom van de Logt da Holanda sagrou-se campeão mundial, arrebatando um prêmio de 35,000 USD pela sua vitória (incluindo 1,000 USD pelo sucesso do time holandês que ele fazia parte). Os outros finalistas foram Alex Borteh dos Estados Unidos (2º Lugar), Antoine Rel da França (3º Lugar) e Andrea Santin da Itália (4º Lugar), assim como Michael Turian dos EUA (5º Lugar), Jan Tomcani da Eslováquia (6º Lugar), Tommi Hovi da Finlândia (7º Lugar) e John Ormerod da Inglaterra (8º Lugar).

### 2002
(Cobertura completa)
O mundial de 2002 aconteceu entre os dias 13 e 18 de Agosto no Fox Studios em Sydney, Austrália; O brasileiro natural de São Paulo de 24 anos Carlos "Jaba" Romão sagrou-se campeão do mundo, ganhando um prêmio de 35,000 USD com a ajuda de seu deck Azul/Preto baseado em Psicatogue. Os outros finalistas foram Mark Ziegner da Alemanha (2º Lugar), Diego Ostrovich da Argentina (3º Lugar) e Dave Humpherys dos Estados Unidos (4º Lugar), assim como o campeão mundial da Malásia, Sim Han How (5º Lugar), John Larkin da Irlanda (6º Lugar), Tuomas Kotiranta da Finlândia (7º Lugar) e Ken Krouner dos Estados Unidos (8º Lugar).

### 2003
(Cobertura Completa)
O mundial de 2003 foi realizado entre os dias seis e dez de Agosto no Estrel Hotel em Berlim, Alemanha. O alemão Daniel Zink conseguiu emergir como um novo campeão mundial depois de derrotar o japonês Jin Okamoto por 3-0 nas finais, ganhando 35,000 USD. A premiação total de todos os 64 finalistas foi de $208,130 USD.
Classificação Final
1. Daniel Zink (Alemanha)
2. Jin Okamoto (Japão)
3. Tuomo Nieminen (Finlândia)
4. Dave Humpherys (Estados Unidos)
5. Jeroen Remie (Holanda)
6. Peer Kröger (Alemanha)
7. Wolfgang Eder (Alemanha)
8. Gabe Walls (Estados Unidos)

### 2004
(Cobertura completa)
O mundial de 2004 foi realizado entre os dias um e cinco de Setembro no Fort Mason Center em São Francisco, Califórnia. O total de prêmios ganhos pelos 64 mais bem colocados foi de 208 130 dólares.
Este foi o primeiro mundial da história que terminou sem um jogador dos Estados Unidos entre os oito melhores. Nuijten, de 15 anos de idade, tornou-se o jogador mais jovem de toda a história a ganhar o Pro Tour, ganhando um total de $52,366 - um novo recorde de prémios para um único torneio de jogos de cartas colecionáveis.
Classificação Final
1. Julien Nuijten (Holanda)
2. Aeo Paquette (Canadá)
3. Ryou Ogura (Japão)
4. Manuel Bevand (França)
5. Kamiel Cornelissen (Holanda)
6. Terry Han Chuen Soh (Malásia)
7. Gabriel Nassif (França)
8. Murray Evans (Canadá)